# تشارلز أ. ريتش
تشارلز أ. ريتش (بالإنجليزية: Charles A. Reich)‏ هو قانوني وأستاذ جامعي ومحامي أمريكي، ولد في 20 مايو 1928 في نيويورك في الولايات المتحدة، وتوفي في 15 يونيو 2019.